# Mall of the Emirates
Молл Еміратів (англ. Mall of the Emirates, араб. مركز_الإمارات_التجاري) — великий торгово-розважальний центр в районі Аль Барша (Дубай, ОАЕ). Загальна площа 604 000 м², торгова — 223 000 м².
Будівля збудована за проектом американської фірми F+A Architects. У єдиний комплекс з торговим центром входить готель Kempinski Hotel Mall of the Emirate та критий гірськолижний курорт Ski Dubai. У центрі розташовується мультиплекс із 14 кінозалами.

## Будівництво та історія
Проект започаткований у жовтні 2003 з орієнтовною вартістю 800 млн дірхам ОАЕ (218 млн дол. США) і мав бути завершений у вересні 2005. Архітектура триповерхового комплексу поєднує арабські та середземноморські елементи, причому кожен рівень пов'язаний із автостоянкою.
Відкрився 28 вересня 2005, а офіційне відкриття відбулося у листопаді.

## Ski Dubai

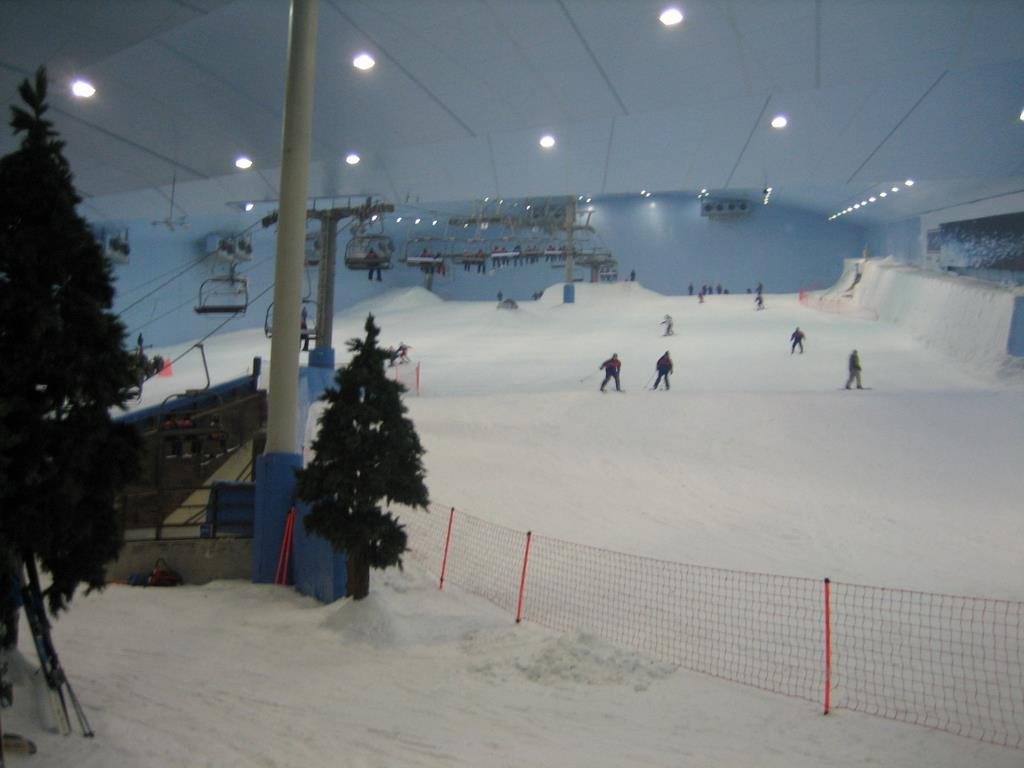
Гірськолижний схил Дубаї.

Ski Dubai - один із найбільших у світі критих гірськолижних курортів (площа 22 500 м²) місткістю 1 500 осіб. Це перший критий гірськолижний комплекс Близького Сходу.